# Schollach
Schollach est une commune autrichienne du district de Melk en Basse-Autriche. Elle est bien connu pour la Schallabourg, un château de style Renaissance qui sert en tant que centre d'exposition.

## Géographie
Situé dans la région de Mostviertel, le territoire communal s'étend dans les collines au sud-est de la ville de Melk jusqu'à la rivière Pielach, un affluent du Danube.
La voie ferrée principale de la ligne de l'Ouest (Westbahn) et l'autoroute A1 (West Autobahn) passent au nord de la municipalité.